# Mystery Castle
Mystery Castle est une attraction de type tour de chute, située dans la zone Mystery du parc à thèmes allemand Phantasialand. L'attraction a été construite en 1998 par Ride Trade, une filiale d'Intamin et a la particularité d'être abritée sous une tour de 65 mètres de haut,.

## Thème
L'attraction a bénéficié d'une storyline racontant l'histoire fictive de la famille "von Windhoven". L'alchimiste Friedhelm-Horatio, un des ancêtres de cette famille aurait, dans son désir de pouvoir et de richesse, fait un pacte avec le Diable. Celui-ci lui permettait de connaître la fameuse formule chimique permettant de changer le sable des plaines en or. Ce choix funeste mettra toute sa descendance sous l'emprise d'une malédiction. Le mal exigea à titre de compensation toutes les âmes de sa progéniture et aucun des seigneurs qui l'ont suivi n'a survécu jusqu'à l'âge de 30 ans. Pour surmonter cette malédiction cependant, Uld Von Windhoven, le plus jeune de la famille décide de faire construire dans la tour une grosse machine qui utiliserait les forces positives des visiteurs pour essayer de les combiner afin d'expulser le mal hors de son château.

## L'attraction

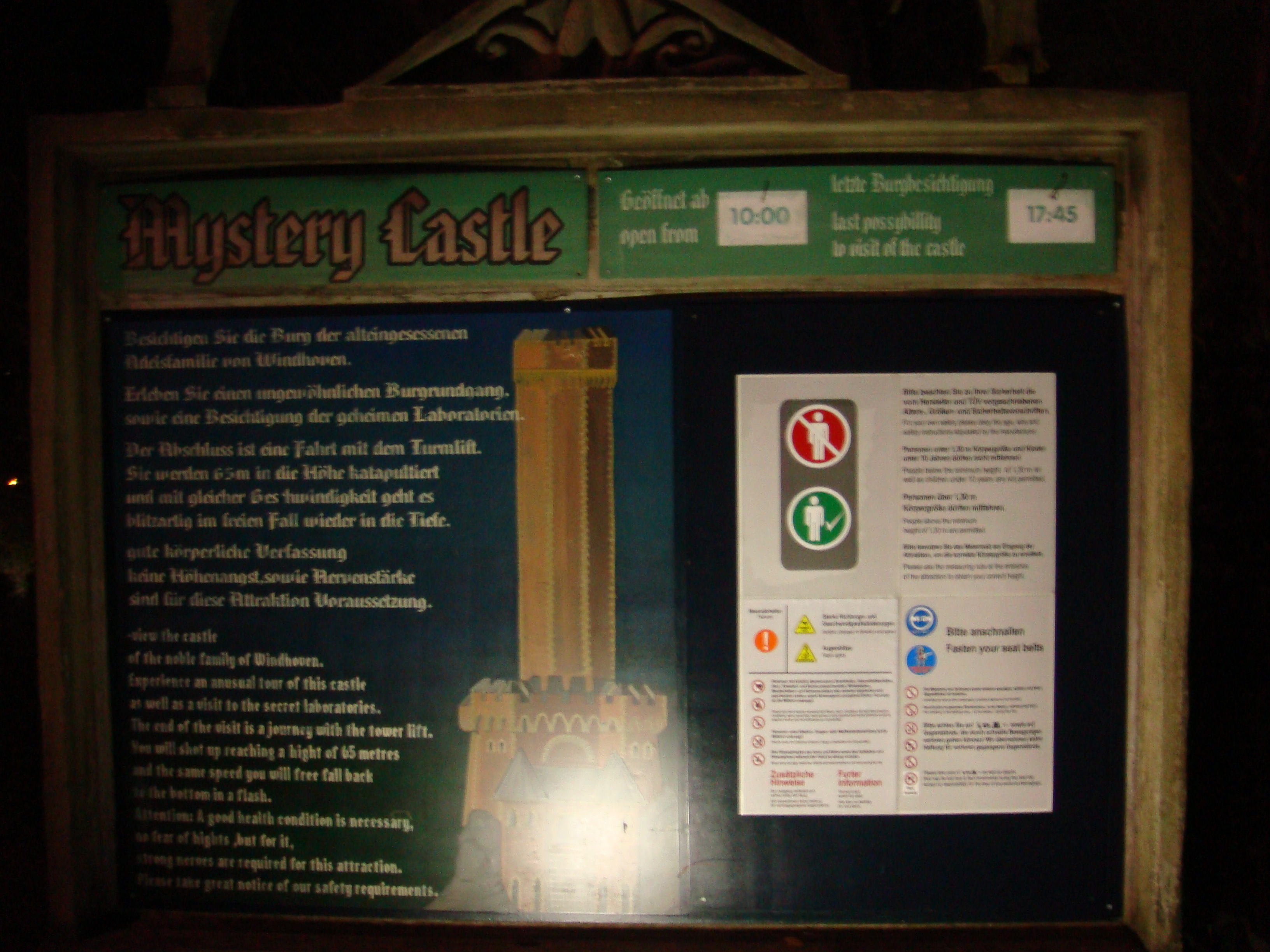
Panneau de mise en garde à l'entrée de la file d'attente.

La file d'attente commence au pied du château. Les visiteurs passent le pont-levis et le portail d'entrée et parcourent différentes pièces lugubres où certains esprits farceurs les surprennent. Bien que faisant partie de la file d'attente, on peut considérer cette partie comme un véritable walkthrough permettant aux visiteurs de se mettre dans l'ambiance de l'attraction et de faire monter le stress. Ils descendent ensuite au sous-sol du château et sont invités à attendre dans une des deux grandes salles de part et d'autre de la salle principale. Dans l'une d'entre elles, un animatronique représentant Uld Von Windhoven explique l'histoire du château.
Une fois dans la pièce où se trouve la machine, qui se trouve être la tour principale, les visiteurs prennent place parmi les six nacelles situées tout autour de la pièce. Chaque nacelle peut contenir huit personnes. Une fois les harnais fermés, la lumière s'atténue, la machine se met en marche et les nacelles sont propulsées en l'air, faisant ressentir au passager une pression maximum de 4g. Les nacelles sont ensuite relâchées et font une descente en quasi chute libre. 
L'attraction possède plusieurs programmes, permettant au parc de gérer la durée du tour en fonction de l'affluence. En fonction de ce programme, le nombre de rebond est différent. Le débit horaire maximal de l'attraction étant de 1 400 personnes par heure.